# Jeremy Jay
Jeremy Jay (Jeremy C. Shaules) es un músico estadounidense de indie pop y cantautor. Ha publicado cinco álbumes de estudio aclamados por la crítica, incluyendo su álbum debut A Place Where We Could Go en 2008 y Slow Dance en 2009. Su música ha sido comparada con Morrissey y Belle y Sebastian.

## Historia
Jay se crio en Los Ángeles . Luego se mudó a Portland , donde tuvo la oportunidad de conocer a Calvin Johnson, productor y fundador de K Records. 
Su primer lanzamiento en los registros K, el Airwalker EP, apareció en 2007: se incluyó un cover de la Siouxsie and the Banshees canción, "Lunar Camel" y una versión de Blondie "Angels on the Balcony". El EP fue descrito por Pitchfork como "críptica, convincente corta" con "la mitad cantado, medio hablado voces en una cama de enclavamiento guitarras, ritmos rígidos y sintetizadores analógicos, creando un aire de misterio de imágenes inconexas."
Su primer LP, A Place Where we Could Go seguido en 2008, que fue grabado en Olympia, Washington en los estudios Dub Estupefacientes. En su opinión, Allmusic imaginó su forma de cantar como una mezcla entre Gene Vincent, Buddy Holly, Morrissey y Alan Vega.
En 2009, la cantante lanzó Slow Dance, el álbum fue aclamado por la crítica por su "ingenio frágil" con "un espacio cálido y acogedor". Para promocionar el lanzamiento, se embarcó en una gira a lo largo del año, incluyendo las fechas en el Festival de Primavera Sound. En ese momento, Jay se trasladó a Londres y comenzó a trabajar en nuevo material.
En 2010, Jay describió su tercer álbum Splash, como "Pavement cumple Evol -era Sonic Youth interpretado por Siouxsie Sioux." La imagen de portada del Splash le mostró al jardín de Luxemburgo, en París, el disco fue lanzado en a finales de mayo. Un recorrido más tarde fue cancelado debido a problemas de salud.
En la primavera de 2011, Jay regresó con un nuevo álbum Dream Diary, que era una mezcla de indie-pop y rock alternativo. El resultado se comparó con banda escocesa Belle and Sebastian. En 2013, el cantante compuso una canción "Ghost Tracks" para la banda sonora de la película de Grand Central con Léa Seydoux.
De 2014 Abandoned Apartments, obtuvieron una revisión de cuatro estrellas en Allmusic por su "surrealismo soñadora y emergente crujiente filo". Jay también trabajó como productor para el cantante español Bigott. Jay ha colaborado con otros músicos. En noviembre, formó la banda, Dyspotian violet, con varios músicos como el bajista Frank Wright: era la voz. Lanzaron una canción, "The Mask". La formación luego cambió de nombre y optó por Invisible Foxx. En marzo y abril de 2015, Jay grabó un LP con esta nueva banda, Invisible Foxx. En mayo, Invisible Foxx lanzó su álbum en línea, Monitor Mixx vía Bandcamp.
Después de estas colaboraciones, algunas pistas nuevas de Jay fueron lanzadas en descarga digital vía Mystery a finales de 2014 y principios de 2015.
En 2018 Jay lanzó un nuevo álbum Demons vía el sello discográfico El Segell del Primavera. Demons presentó 10 canciones y también fue lanzado en Vinyl LP.

## Discografía

### Álbumes
- A Place where we Could Go (2008)[2]
- Slow Dance (2009)[4]
- Splash (2010)[6]
- Dream Diary (2011)[8]
- Abandoned Apartements (2014)[10]
- Demons (2018)[15]

### Singles y EP
- Dreamland (instrumental EP) 2007
- Airwalker (EP) 2007
- "We were There" (7" inch)  4-9-2007[16]
- "Love Everlasting" (vinyl 4 canciones) 20-1-2009.
- "Breaking the Ice" (7" inch) 8-9-2009[17]
- "Just Dial my Number" (7"inch 45 rpm sur Sexbeat label) 2010[18]
- "Covered in Ivy" b/w "Situations Said" (digital download) 20-8-2013.
- "Sentimental Expressway" b/w "Later that Night" (digital download) 1-10-2013.
- "Hallways and Splattered Paintings" b/w "Window Painted Black" (digital download) 7-8-2014.
- " High Note" (digital download) 10-2-2015.
- "Demons" (digital download)  7-4-2017

### Otras apariciones
- "Prudence" (para la banda sonora de la película Belle Épine) (2010)
- "Ghost Tracks" (para la banda sonora de la película de Grand Central) (2013)